# Estación de Thalheim-Altikon
La estación de Thalheim-Altikon es una estación ferroviaria de la comuna suiza de Thalheim an der Thur, en el Cantón de Zúrich.

## Historia y situación
La estación de Thalheim-Altikon fue abierta en el año 1875 con la inauguración de la línea Winterthur - Etzwilen por parte del Schweizerischen Nationalbahn (SNB), que sería absorbido por el Schweizerische Nordostbahn (NOB), el cual a su vez se integró en 1902 en los SBB-CFF-FFS.
La estación se encuentra ubicada en el sur de la comuna de Thalheim an der Thur, a un kilómetro del núcleo urbano de Thalheim, principal localidad de la comuna. Consta de dos andenes centrales a los que acceden tres vías pasantes, dirigiéndose una de ellas hacia una fábrica que está situada en la zona norte de la estación. Para acceder a esta fábrica también existe otra derivación.
La estación está situada en términos ferroviarios en la línea férrea Winterthur - Etzwilen. Sus dependencias ferroviarias colaterales son la estación de Dinhard hacia Winterthur y la estación de Ossingen en dirección Etzwilen.

## Servicios ferroviarios
Los servicios son prestados por SBB-CFF-FFS:

### S-Bahn Zúrich
La estación está integrada dentro de la red de trenes de cercanías S-Bahn Zúrich, y en la que efectúan parada los trenes de una línea perteneciente a S-Bahn Zúrich:
- S 29 Winterthur – Seuzach - Stein am Rhein